# Aegeridae
Aegeridae es una familia de gambas fósiles, una de las primeras familias de gambas del Mesozoico. Contiene los géneros Aeger, Acanthochirana, Anisaeger y Distaeger. El principal distintivo de Aegeridae es la presencia de numerosas espinas o setas delgadas en el tercer maxilípedo.
Se encuentran en Europa, México, Medio Oriente y China.
Especies de Aegeridae, como de Anisaeger y Distaeger, se encontraron en un gran número de especímenes cercanos, lo que sugiere un comportamiento gregario. Podrían haber sido buenos nadadores, pero la morfología sugiere que vivían principalmente en el fondo del mar.